# Асада (лунный кратер)
Кратер Асада (лат. Asada) — маленький ударный кратер на северной границе Моря Изобилия на видимой стороне Луны. Название дано в честь японского астронома Горю Асады (1734—1799) и утверждено Международным астрономическим союзом в 1976 г.

## Описание кратера

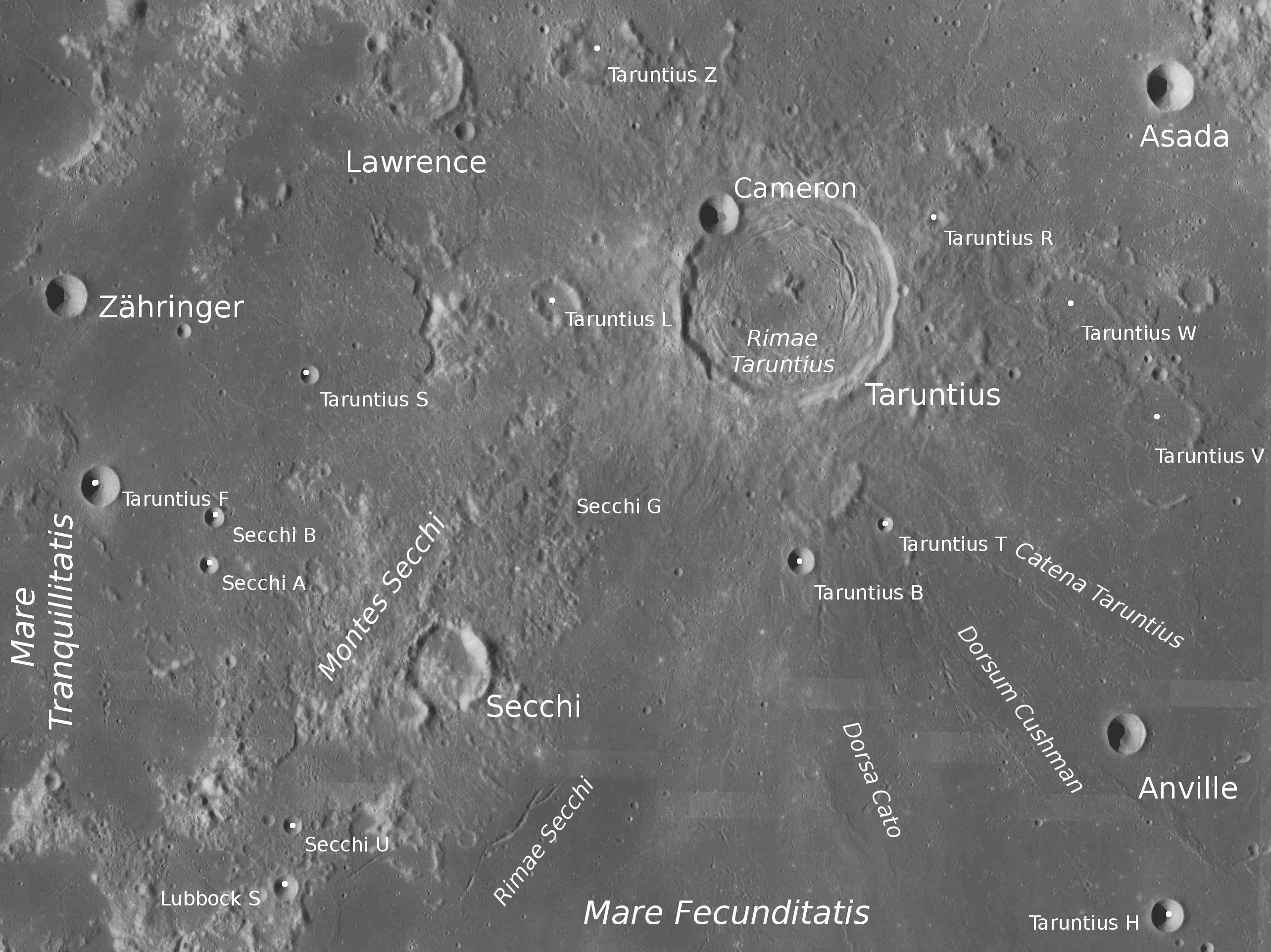
Окрестности кратера Асада. Снимок зонда Lunar Reconnaissance Orbiter.

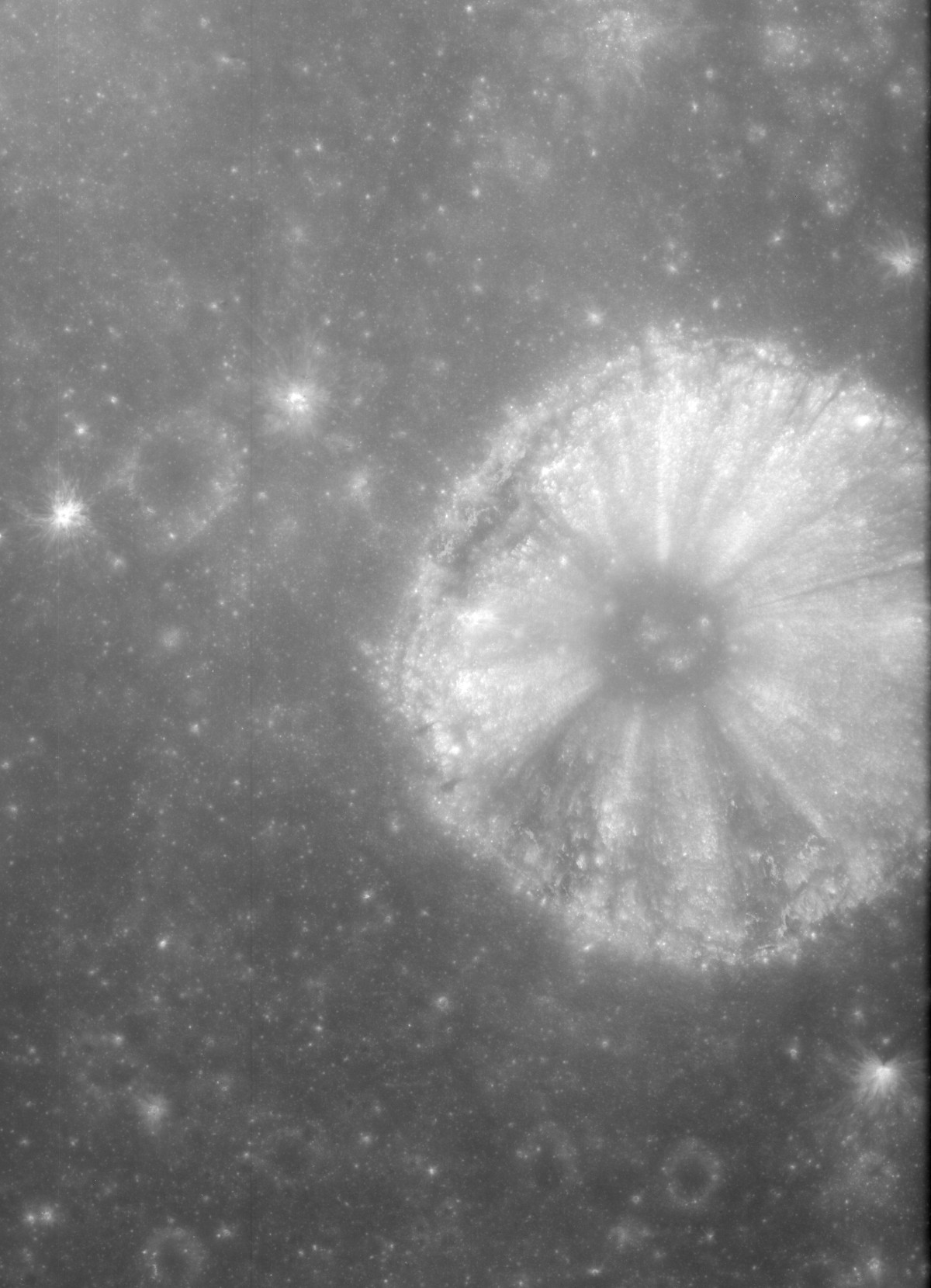
Кратер Асада. Снимок с борта Аполлона-17.

На западе-северо-западе от кратера расположен кратер Леонардо Да Винчи; на юго-западе — кратер Тарунций. До своего переименования кратер Асада считался сателлитным кратером Тарунций А. Селенографические координаты центра кратера 7°15′ с. ш. 49°54′ в. д. / 7,25° с. ш. 49,9° в. д., диаметр 12,4 км, глубина 2,25 км.
Кратер имеет чашеобразную форму с небольшим участком плоского дна чаши. Высота вала над окружающей местностью составляет 450 м, объем кратера приблизительно 69 км³. Следы пород, выброшенных при импакте, образуют на внутреннем склоне кратера чередующиеся светлые и темные радиальные полосы.
По морфологическим признакам кратер относится к типу Био (по названию кратера Био, являющегося характерным представителем этого типа).
Кратер Асада включен в список кратеров с темными радиальными полосами на внутреннем склоне Ассоциации лунной и планетарной астрономии (ALPO).

## Сателлитные кратеры
Отсутствуют.